# McCook Field
McCook Field est un ancien aérodrome et station d'expérimentation aéronautique situé à Dayton, dans l'Ohio.

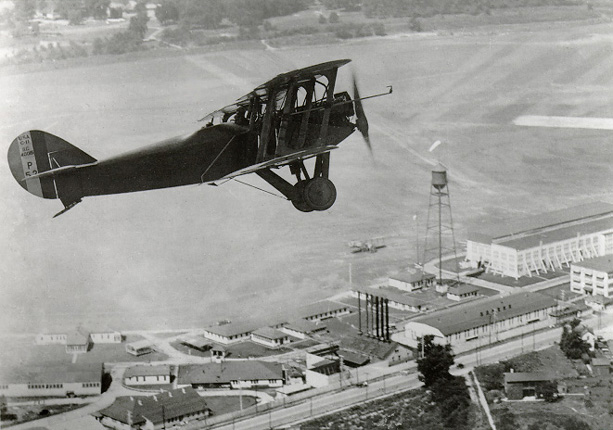
Un Packard-Lepère LUSAC-11 au-dessus de McCook Field en septembre 1919.

Il a été exploité de 1917 à 1927 par l'Aviation Section, U.S. Signal Corps (en), et son successeur, l'United States Army Air Service.
Son nom honore Alexander McDowell McCook, général de la guerre de Sécession, et ses frères et cousins, connus collectivement comme les « Fighting McCooks ».
Il a fermé à la suite de la montée en puissance de Wright Field, la future Wright-Patterson Air Force Base.